# Orthotrichum rupincola
Orthotrichum rupincola là một loài rêu trong họ Orthotrichaceae. Loài này được Funck mô tả khoa học đầu tiên năm 1820.